# Bitka na rijeci Aliji
Bitka na rijeci Aliji (lat. Allia) vođena je između Gala (Keltâ) i Rimljana godine 390. pr. Kr. Alija je lijevi pritok rijeke Tiber, uzvodno od Rima, danas Fosso della Bettina. Gali su, predvođeni zapovjednikom Brenom, u toj bitci teško porazili Rimljane, a zatim zauzeli i navodno spalili napušten grad Rim. Nema Arheologija|arheoloških tragova tog spaljivanja, pa je vjerojatno da suGali samo opljačkali ono što se dalo odnijeti. Nije zauzeto samo brdo Kapitol, jer su ondje, po legendi, guske boginje Junone na vrijeme upozorile rimsku posadu svojim gakanjem. Nakon sedmomjesečne opsade, Kapitol je obranjen s odabranim ljudstvom na čelu s rimskim zapovjednikom Manlijem, zbog čega je on prozvan Kapitolskim, a Gali su se povukli uz otkup.
Poraz rimske vojske na rijeci Aliji se dogodio u doba rane Rimske Republike i početka njenog širenja, ali ga nije onemogućio, već samo zakratko usporio. 
Kao dan sjećanja na ovaj poraz, u Rimu je 18. srpnja proglašen danom žalosti (dies Alliensis).